# 圣艾蒂安德利斯
圣艾蒂安德利斯（法語：Saint-Étienne-de-Lisse，法語發音：[sɛ̃.t‿etjɛn də lis]）是法国吉伦特省的一个市镇，属于利布尔讷区。该市镇总面积7.09平方公里，2009年时的人口为282人。

## 人口
圣艾蒂安德利斯人口变化图示